# 市谷八幡町
市谷八幡町（いちがやはちまんちょう）は、東京都新宿区の町名。「丁目」の設定のない単独町名である。住居表示未実施。

## 地理
新宿区の東部に位置する。町域の東は新宿区市谷左内町・同区市谷田町一丁目に、北から西は同区市谷本村町に接する。南は東西に外堀通りが通り、外濠を境に千代田区五番町に接する。当地は外堀通り沿いから急勾配になっている。
市谷八幡町は靖国通りが市ケ谷駅前を通り、外濠を渡って外堀通りに突き当たった西側の一角にあたる。外堀通り沿いには高層建造物が並んでいる。幹線道路から離れると一般住宅も見られる。地名の由来にもなっている市谷亀岡八幡宮が置かれる。市ケ谷駅が至近にある。

## 歴史

### 地名の由来
地名は当地に市谷亀岡八幡宮があることからきている。

## 世帯数と人口
2025年（令和7年）3月1日現在（新宿区発表）の世帯数と人口は以下の通りである。
- 世帯数 : 70世帯
- 人口 : 123人

### 人口の変遷
国勢調査による人口の推移。
| 年                 | 人口 |
| ------------------ | ---- |
| 1995年（平成7年）  | 117  |
| 2000年（平成12年） | 127  |
| 2005年（平成17年） | 125  |
| 2010年（平成22年） | 118  |
| 2015年（平成27年） | 112  |
| 2020年（令和2年）  | 113  |

### 世帯数の変遷
国勢調査による世帯数の推移。
| 年                 | 世帯数 |
| ------------------ | ------ |
| 1995年（平成7年）  | 57     |
| 2000年（平成12年） | 53     |
| 2005年（平成17年） | 57     |
| 2010年（平成22年） | 63     |
| 2015年（平成27年） | 54     |
| 2020年（令和2年）  | 57     |

## 学区
区立小・中学校に通う場合、学区は以下の通りとなる（2018年8月時点）。
- 区域 : 全域
  - 小学校 : 新宿区立愛日小学校
  - 中学校 : 新宿区立牛込第三中学校

## 事業所
2021年（令和3年）現在の経済センサス調査による事業所数と従業員数は以下の通りである。
- 事業所数 : 66事業所
- 従業員数 : 2,066人

### 事業者数の変遷
経済センサスによる事業所数の推移。
| 年                 | 事業者数 |
| ------------------ | -------- |
| 2016年（平成28年） | 45       |
| 2021年（令和3年）  | 66       |

### 従業員数の変遷
経済センサスによる従業員数の推移。
| 年                 | 従業員数 |
| ------------------ | -------- |
| 2016年（平成28年） | 1,564    |
| 2021年（令和3年）  | 2,066    |

## 施設
- 市谷亀岡八幡宮
  - 茶ノ木稲荷神社
- 駿台予備校市谷校舎
- 洞雲寺
- ＴＫＰ市ヶ谷ビル（旧シャープ東京市ヶ谷ビル）

### かつて存在した施設
- 市ヶ谷ボートハウス

## その他

### 日本郵便
- 郵便番号 : 162-0844[3]（集配局 : 牛込郵便局[15]）。